# سامي موسى
سامي موسى هو موزع وملحن كندي، ولد في 7 يونيو 1984 في مونتريال في كندا.

## وصلات خارجية
- الموقع الرسمي
- سامي موسى على موقع ميوزك برينز (الإنجليزية)